# 亨利·托赞
亨利·托赞（法語：Henri Tauzin，1879年4月17日—1918年10月11日），法国男子田径运动员，主攻跨栏。他曾代表法国参加1900年夏季奥林匹克运动会田径比赛，获得男子400米栏银牌。